# Leptasthenura pileata
Leptasthenura pileata là một loài chim trong họ Furnariidae.